# مايكل كارول
مايكل كارول (بالإنجليزية: Michael W. Carroll)‏ هو أكاديمي أمريكي، ولد في 25 يوليو 1963.

## التعليم
حصل البروفيسور كارول على درجة البكالوريوس. من جامعة شيكاغو وحصل على درجة الدكتوراه في القانون بامتياز من مركز القانون بجامعة جورج تاون. أثناء وجوده في كلية الحقوق، كان رئيسًا لتحرير مجلة القانون الجنائي الأمريكي.